# La bestia nera
La bestia nera (The Wicked Darling) è un film muto del 1919 diretto da Tod Browning. La pellicola è stata per molto tempo ritenuta perduta, fin quando ne è stata ritrovata una copia negli anni '90 in Europa, attualmente conservata al Nederlands Filmmuseum.
La bestia nera è il titolo italiano dato alla versione DVD del film.

## Trama
Kent Mortimer è un uomo rovinato finanziariamente. Per partecipare ad un ballo con la sua fidanzata, Adele Hoyt, le dice che dovrà vendere i suoi beni per pagare i debiti. Adele rompe freddamente il fidanzamento e restituisce tutti i suoi regali ad eccezione di una collana di perle che le cade mentre entra nell'auto. Mary Stevens, una donna della malavita, prende le perle e fugge, ma la polizia la segue da vicino. La donna vede una porta aperta in una casa e si rifugia all'interno. La casa è quella di Mortimer: qui viene a sapere che le perle appartengono proprio a lui.

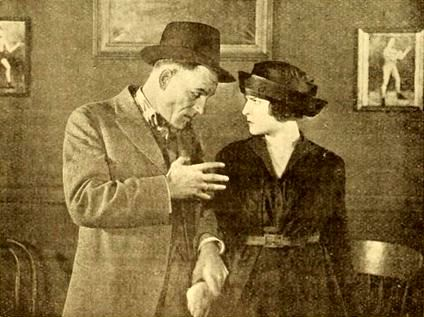
Lon Chaney (Stoop Connors) e Priscilla Dean (Mary)

Mary cerca di uscire dal giro della malavita ed ottiene un lavoro come cameriera. Dopo qualche tempo Mortimer incontra di nuovo Mary in un ristorante. I due incominciano a vedersi regolarmente, ma Stoop Connors, uno dei membri della banda di Mary, diventa geloso e, in uno scontro, spara a Mortimer, ferendolo al braccio. Mary lo accompagna a casa, ma scopre che l'affitto non è stato pagato e che Mortimer sta per essere sfrattato. Per toglierlo dai guai, Mary vende due delle perle ad un ricettatore, Fadem, e paga l'affitto per la casa di Mortimer. Fadem e Stoop cercano di trovare il resto delle perle perquisendo di nascosto la camera di Mary, ma non le trovano perché lei le indossa.
Mortimer scopre il vero passato di Mary e le ordina di uscirne definitivamente. Lei restituisce le perle ad Adele che, a sua volta, le restituisce a Mortimer. Questi cerca disperatamente Mary per chiederle perdono, ma Fadem e Stoop hanno catturato Mary e cercano di costringerla a dire dove sono le perle. Mortimer irrompe proprio mentre la stanno soffocando a morte e li attacca in una lotta terribile. Mary fugge dalla stanza e chiama il barista del caffè sotto casa, un omone enorme che la adora e che arriva appena in tempo ad aiutare Mortimer a battere i malviventi.

## Produzione
Il film fu prodotto dall'Universal Film Manufacturing Company e le riprese durarono dal 7 dicembre 1918 al gennaio 1919. Il film ebbe diversi titoli di lavorazione: The Gutter Bride, The Gutter Rose, The Rose of the Dark e The Rose of the Night.

## Distribuzione
Il copyright del film, richiesto dalla Universal, fu registrato il 3 febbraio 1919 con il numero LP13356.

Distribuito negli Stati Uniti dall'Universal Film Manufacturing Company, il film uscì nelle sale cinematografiche il 24 febbraio 1919.
Il 25 gennaio 2005, negli Stati Uniti è uscito in DVD NTSC, abbinato a Victory di Maurice Tourneur, distribuito dall'Image Entertainment.

### Conservazione
Copia completa della pellicola (nitrato 35 mm con sottotitoli in olandese) viene conservata negli archivi dell'EYE Film Instituut Nederland e in quelli dell'Academy Film Archive di Beverly Hills.